# Certonotus similis
Certonotus similis là một loài tò vò trong họ Ichneumonidae.